# Solenopsis parva
Solenopsis parva är en myrart som beskrevs av Mayr 1868. Solenopsis parva ingår i släktet eldmyror, och familjen myror. Inga underarter finns listade i Catalogue of Life.